# Суховоля-Кольонія
Суховоля-Кольонія (пол. Suchowola-Kolonia) — село в Польщі, у гміні Адамув Замойського повіту Люблінського воєводства.
Населення — 366 осіб (2011).
У 1975-1998 роках село належало до Замойського воєводства.

## Демографія
Демографічна структура станом на 31 березня 2011 року:
|          | Загалом | Допрацездатний вік | Працездатний вік | Постпрацездатний вік |
| -------- | ------- | ------------------ | ---------------- | -------------------- |
| Чоловіки | 192     | 45                 | 132              | 15                   |
| Жінки    | 174     | 32                 | 88               | 54                   |
| Разом    | 366     | 77                 | 220              | 69                   |